# Persia (Iowa)
Persia é uma cidade localizada no estado americano de Iowa, no Condado de Harrison.

## Demografia
Segundo o censo americano de 2000, a sua população era de 363 habitantes.
Em 2006, foi estimada uma população de 347, um decréscimo de 16 (-4.4%).

## Geografia
De acordo com o United States Census Bureau tem uma área de
1,2 km², dos quais 1,2 km² cobertos por terra e 0,0 km² cobertos por água. Persia localiza-se a aproximadamente 358 m acima do nível do mar.

## Localidades na vizinhança
O diagrama seguinte representa as localidades num raio de 16 km ao redor de Persia.